# Педро Понсе де Кабрера
Педро Понсе де Кабрера (умер в 1248/1254) — леонский магнат, один из трех сыновей Понсе Велы де Кабреры (? — 1202) и его жены Терезы Родригес Хирон, дочери Родриго Гутьерреса Хирона и его первой жены Марии де Гусман.

## Биографический очерк
Вероятно, родившийся около конца XII века, как он представляется описанным в документе в июле 1202 года как несовершеннолетний, Педро Понсе де Кабрера был важным магнатом во время правления короля Альфонсо IX, которому он служил в качестве своего альфереса (знаменосца), и его преемника, короля Кастилии Фердинанда III. В феврале 1221 года он был в составе свиты, сопровождавшей инфанту Элеонору Кастильскую, дочь короля Альфонсо VIII Кастильского, в Агреду на ее свадьбу с королем Арагона Хайме I Завоевателем.
Педро играл активную роль в реконкистских кампаниях короля Кастилии Фердинанда III в Андалусии и сражался против мавров в Севилье, Лора-дель-Рио и Марчене. После завоевания Кордовы в 1236 году он получил землю в репартимьенто, в то время как его сын также выиграл несколько лет спустя, в 1248 году от раздела и распределения земель после завоевания Севильи.
Педро Понсе де Кабрера был похоронен в часовне Святого Бенито в монастыре Санта-Мария-де-Ногалес, основанном его бабушкой и дедушкой Велой Гутьерресом и Санчей Понсе де Кабрера. Его вдова Альдонса также была похоронена в той же часовне.

## Брак и дети
Педро Понсе де Леон женился на Альдонсе Альфонсо де Леон (ок. 1215—1266), незаконнорожденной дочери короля Альфонсо IX Леонского и его любовницы Альдонсы Мартинес де Сильва, где-то до 10 июня 1230 года, когда оба появляются вместе, делая пожертвование монастырю Санта-Мария-де-Ногалес . У них были следующие дети:
- Фернан Перес Понсе де Леон[7] (? — 1291, Херес-де-ла-Фронтера), сеньор де Пуэбла-де-Астурия, Кангас и Тинео, аделантадо на границе Андалусии, старший майордом (дворецкий) короля Альфонсо X Кастильского и наставник Фернандо IV Кастильского. Он и его жена Уррака Гутьеррес были похоронены в главной часовне церкви монастыря Мореруэла.
- Руй Перес Понсе де Леон[7] (? — 1295), 15-й великий магистр Ордена Калатравы (1284—1295)[1], старший королевский майордом (1293—1295)
- Хуан Перес Понсе де Леон, который извлек выгоду из распределения земель после завоевания Севильи в 1248 году[6][7].
- Педро Перес Понсе де Леон (? — около 1280), комендант Ордена Сантьяго[1][7]
- Эльвира Понсе де Леон[7]
- Альваро Понсе де Леон[7]
- Хуана Понсе де Леон[7].